# 観音寺スマートインターチェンジ
観音寺スマートインターチェンジ（かんおんじスマートインターチェンジ）は、香川県観音寺市に建設中の高松自動車道のスマートインターチェンジである。

## 概要
本線直結型で建設され、利用可能車種はETC搭載の全車種で24時間運用。上下線ともに出入可となる予定。

## 道路
- E11 高松自動車道

## 沿革
- 2020年（令和2年）10月23日 : 国土交通省より新規事業化[1]。
- 2025年（令和7年）4月24日 : IC名称が「観音寺スマートIC」に正式決定[2]。

## 隣
E11 高松自動車道
(4)さぬき豊中IC - 観音寺スマートIC（事業中） - (5)大野原IC